# Pokal evropskih prvakov 1985/86 (hokej na ledu)
Pokal evropskih prvakov 1985/86 je enaindvajseta sezona hokejskega pokala, ki je potekal med 10. oktobrom in 30. avgustom. Naslov evropskega pokalnega zmagovalca je osvojil klub CSKA Moskva.

## Tekme

### Prvi krog
| 1. klub                 | Rezultat  | 2. klub        |
| ----------------------- | --------- | -------------- |
| Deko Builders Amsterdam | 10:1, 8:1 | Slavija Sofija |
| Durham Wasps            | 6:7, 3:8  | HK Jesenice    |

### Drugi krog
| 1. klub                 | Rezultat  | 2. klub                |
| ----------------------- | --------- | ---------------------- |
| Dynamo Berlin           | 11:1, 8:1 | Újpesti TE             |
| HC Saint-Gervais        | 5:3, 3:3  | GKS Zaglębie Sosnowiec |
| HK Jesenice             | 5:8, 2:9  | HC Davos               |
| CHH Txuri Urdin         | 1:5, 0:18 | HC Bolzano             |
| Deko Builders Amsterdam | 2:4, 5:9  | EC KAC                 |

### Tretji krog
| 1. klub          | Rezultat   | 2. klub       |
| ---------------- | ---------- | ------------- |
| HC Bolzano       | 1:11, 2:11 | CSKA Moskva   |
| EC KAC           | 1:4, 2:10  | Dukla Jihlava |
| HC Davos         | 5:9, 5:9   | Södertälje SK |
| Dynamo Berlin    | 1:3, 4:3   | SB Rosenheim  |
| HC Saint-Gervais | b.b.       | Ilves Tampere |

### Finalna skupina
| 1. klub       | Rezultat | 2. klub          |
| ------------- | -------- | ---------------- |
| SB Rosenheim  | 1:3      | Södertälje SK    |
| Dukla Jihlava | 10:2     | HC Saint-Gervais |
| CSKA Moskva   | 10:2     | Södertälje SK    |
| SB Rosenheim  | 9:4      | HC Saint-Gervais |
| CSKA Moskva   | 19:1     | HC Saint-Gervais |
| SB Rosenheim  | 6:4      | Dukla Jihlava    |
| CSKA Moskva   | 9:3      | Dukla Jihlava    |
| Södertälje SK | 11:0     | HC Saint-Gervais |
| SB Rosenheim  | 0:8      | CSKA Moskva      |
| Södertälje SK | 5:4      | Dukla Jihlava    |

#### Lestvica
| Poz | Klub             | Točke |
| 1   | CSKA Moskva      | 8     |
| 2   | Södertälje SK    | 6     |
| 3   | SB Rosenheim     | 4     |
| 4   | Dukla Jihlava    | 2     |
| 5   | HC Saint-Gervais | 0     |